# Krrr (festival)
Krrr (dříve festival 70mm filmů) je název specializovaného filmového festivalu 70mm filmů, který vznikl v roce 2006 v kině Mír 70 v Krnově.

## Program
Program tohoto nesoutěžního festivalu, či spíše přehlídky, tvoří filmy promítané na specifickém formátu 70mm. Součástí programu jsou také tematické přednášky českých i zahraničních odborníků, které souvisejí s technologií 70mm filmové projekce a archivace těchto kopií. Součástí programu jsou archivní kopie filmů, jako My fair lady, Vetřelec, Vzpoura na lodi Bounty, Blízká setkání třetího druhu, ale také filmy současné, které byly natáčeny na 70mm filmové kopie, nebo na ně zpětně přepsány. Jedná se především o snímky vyznavače nadstandardního formátu Christophera Nolana (Počátek, Tenet, Oppenheimer), Babylon Damiena Chazellea nebo Napoleon Ridley Scotta. Častým hostem je filmový historik a pedagog Radomír D. Kokeš, který doplňuje program přednáškami.[zdroj?]

## Historie
Přehlídka vznikla v roce 2006 v kině Mír 70 v Krnově, iniciátorem a dlouholetým ředitelem festivalu byl propagátor tohoto formátu Pavel Tomešek. Po jeho odchodu v roce 2022 převzali jeho práci kolegové s pomocí spřátelených nadšenců „sedmdesátek“ z Banské Bystrice. Přehlídku od počátku pořádá zřizující organizace, Městské informační a kulturní středisko v Krnově (MIKS). Festival je podporován ze strany Asociace českých filmových klubů.[zdroj?]

## Galerie

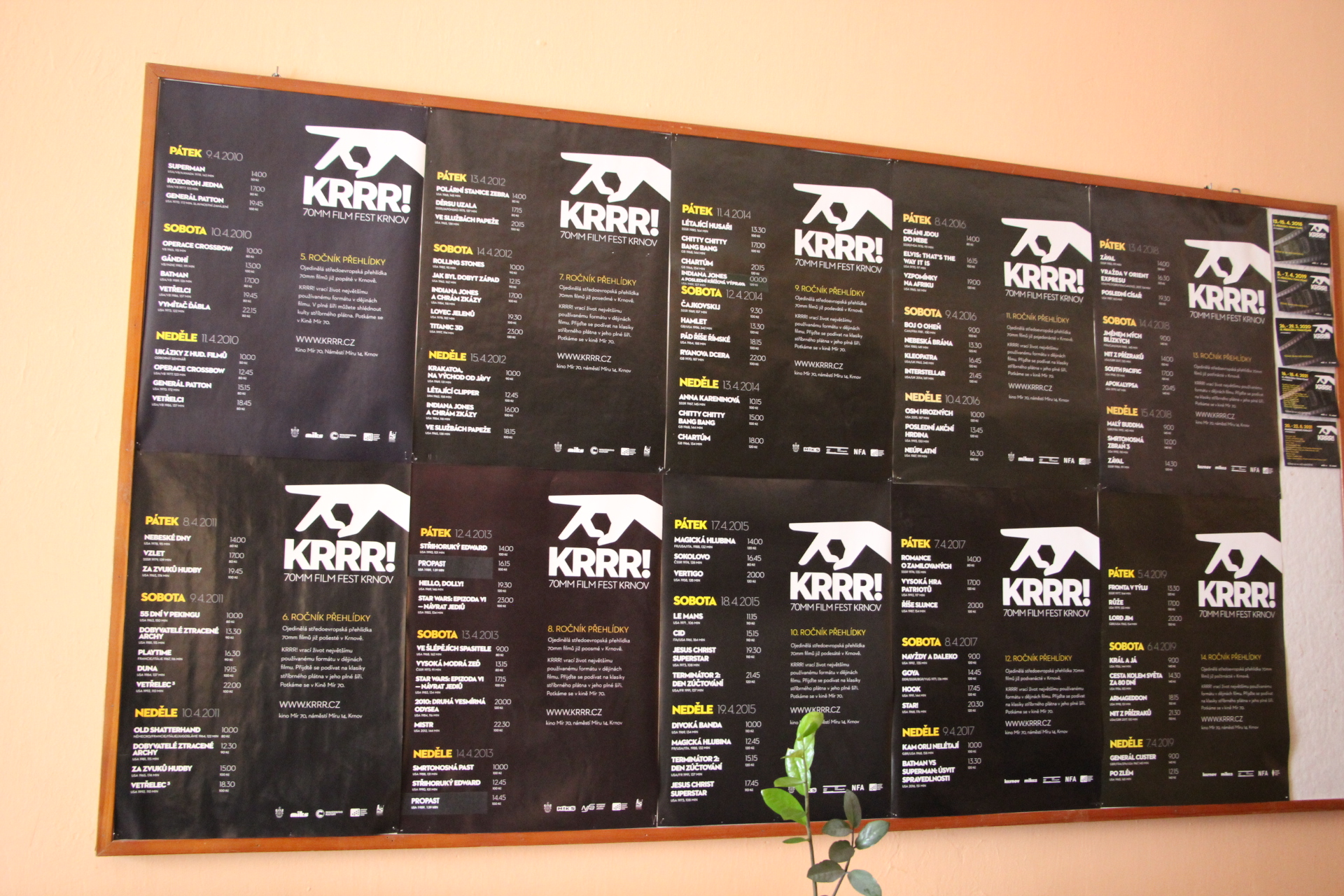
Plakáty festivalu
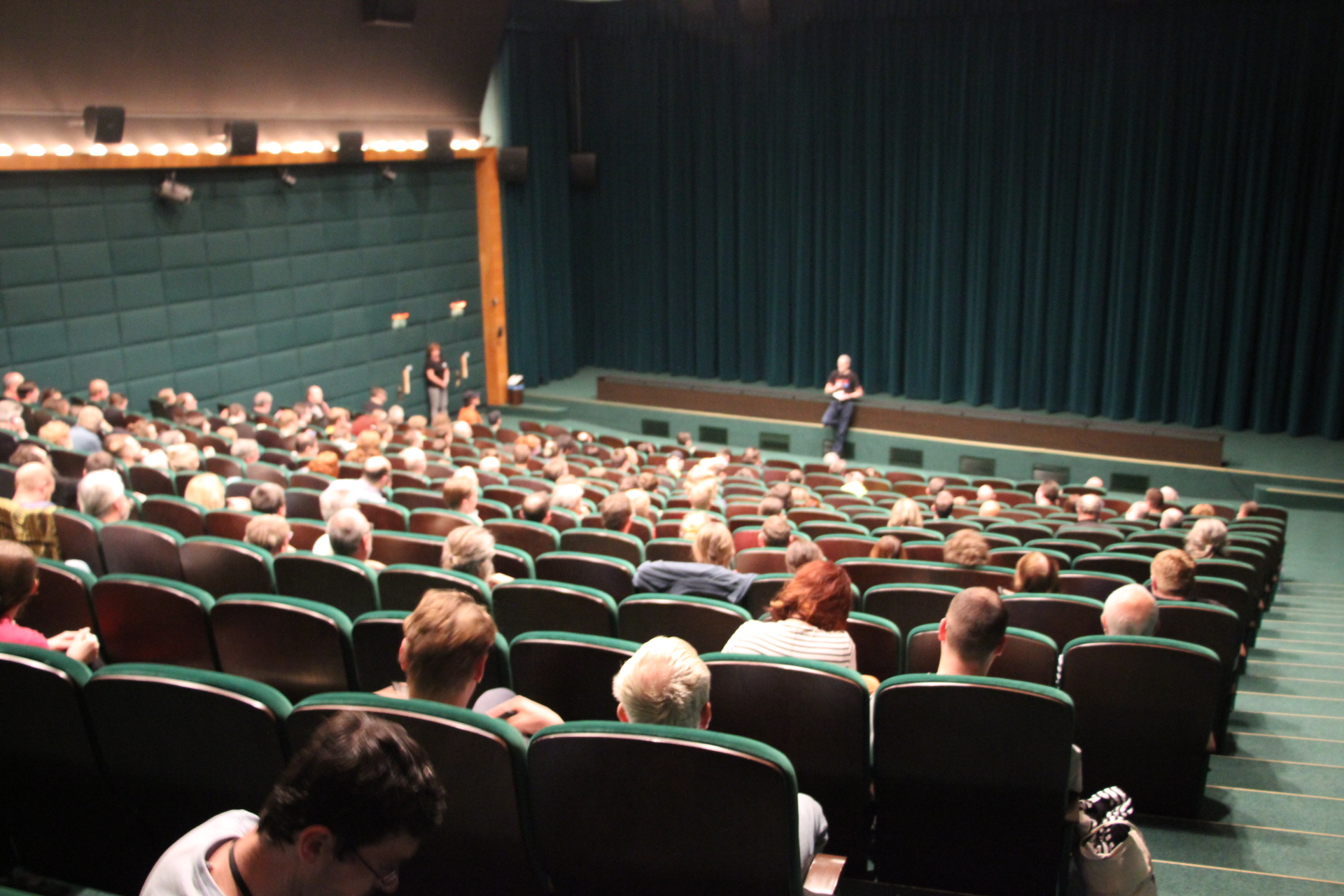
Sál při projekci
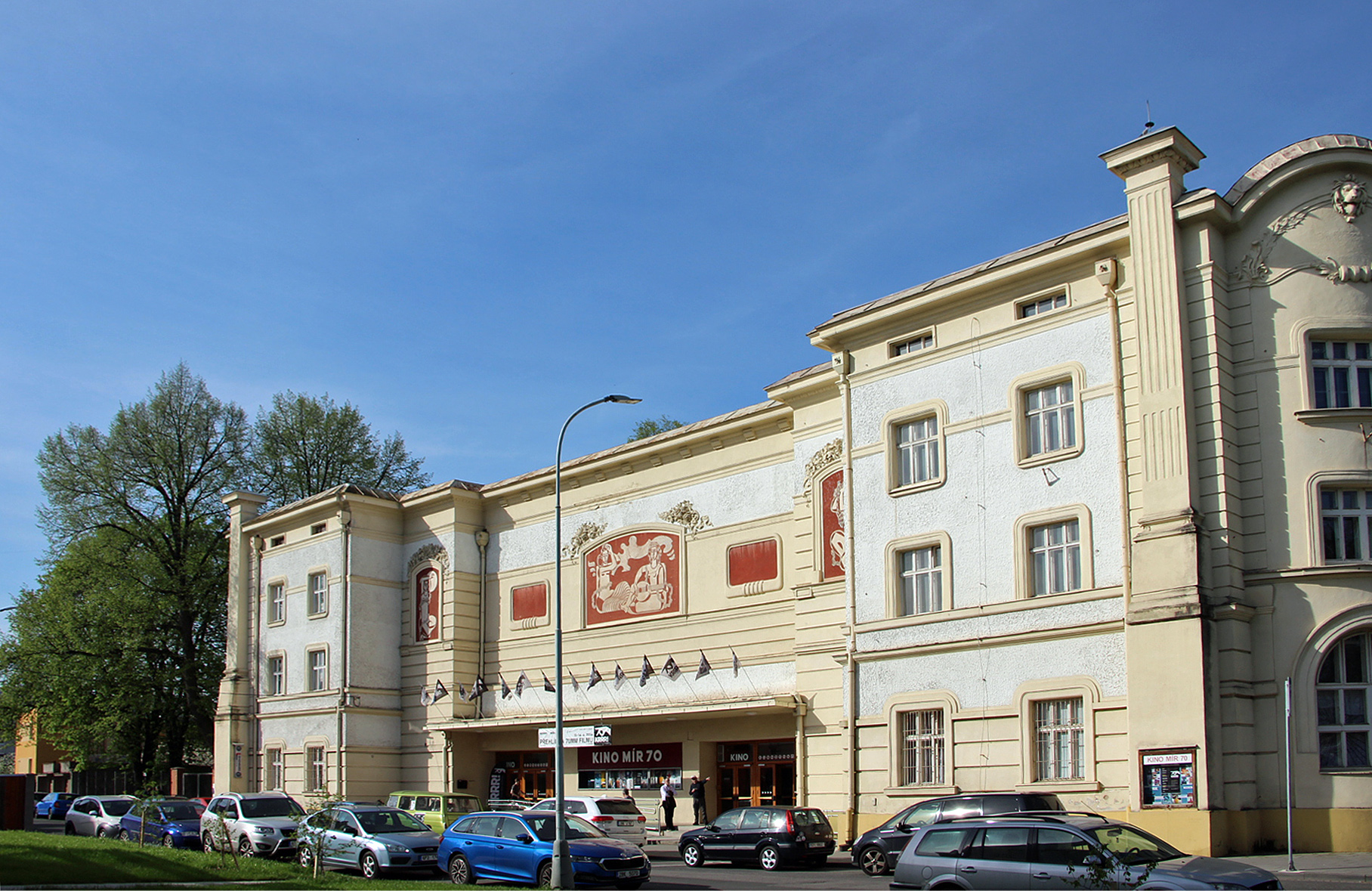
Místo konání, Kino Mír 70 Krnov
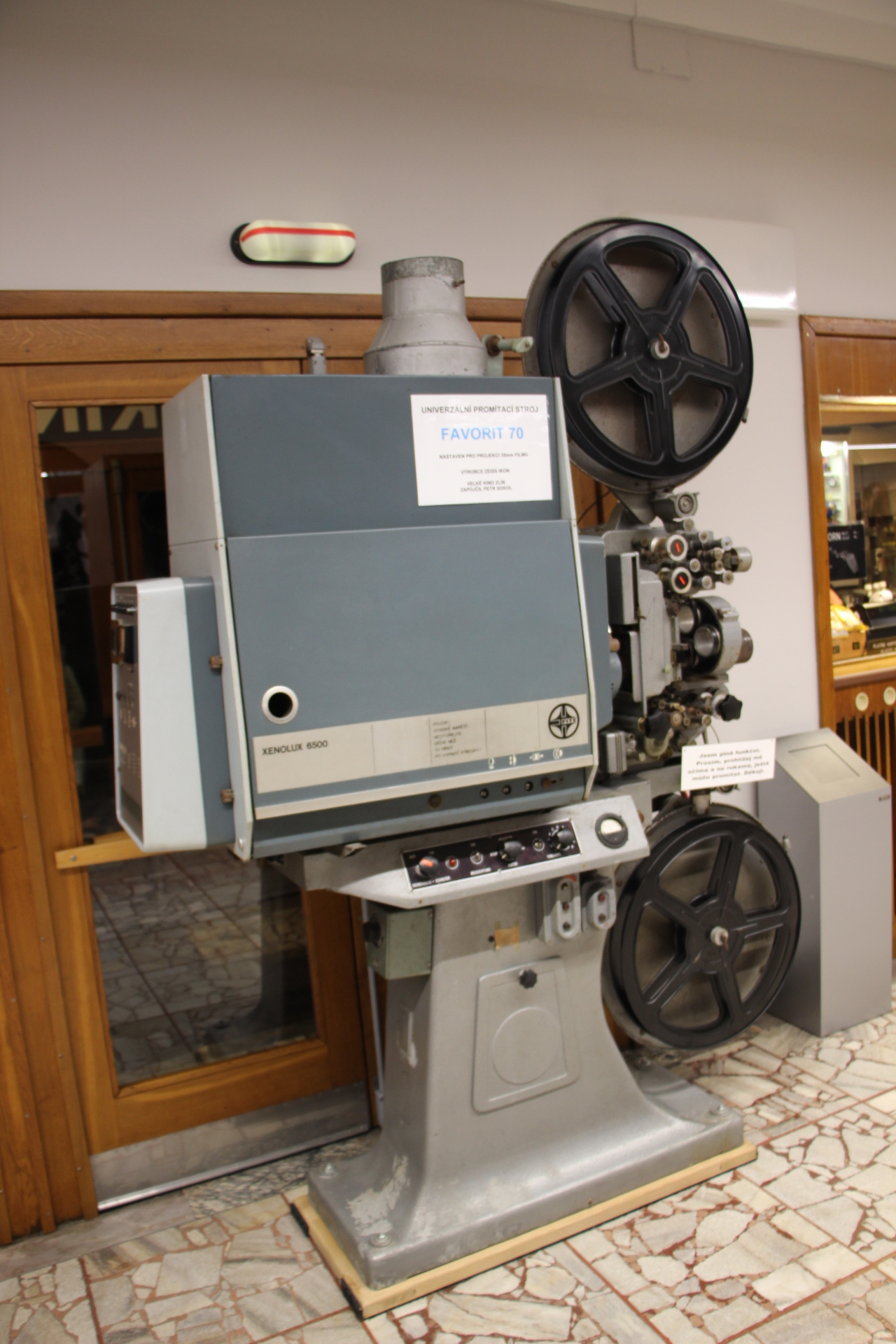
70mm projektor ve foyer
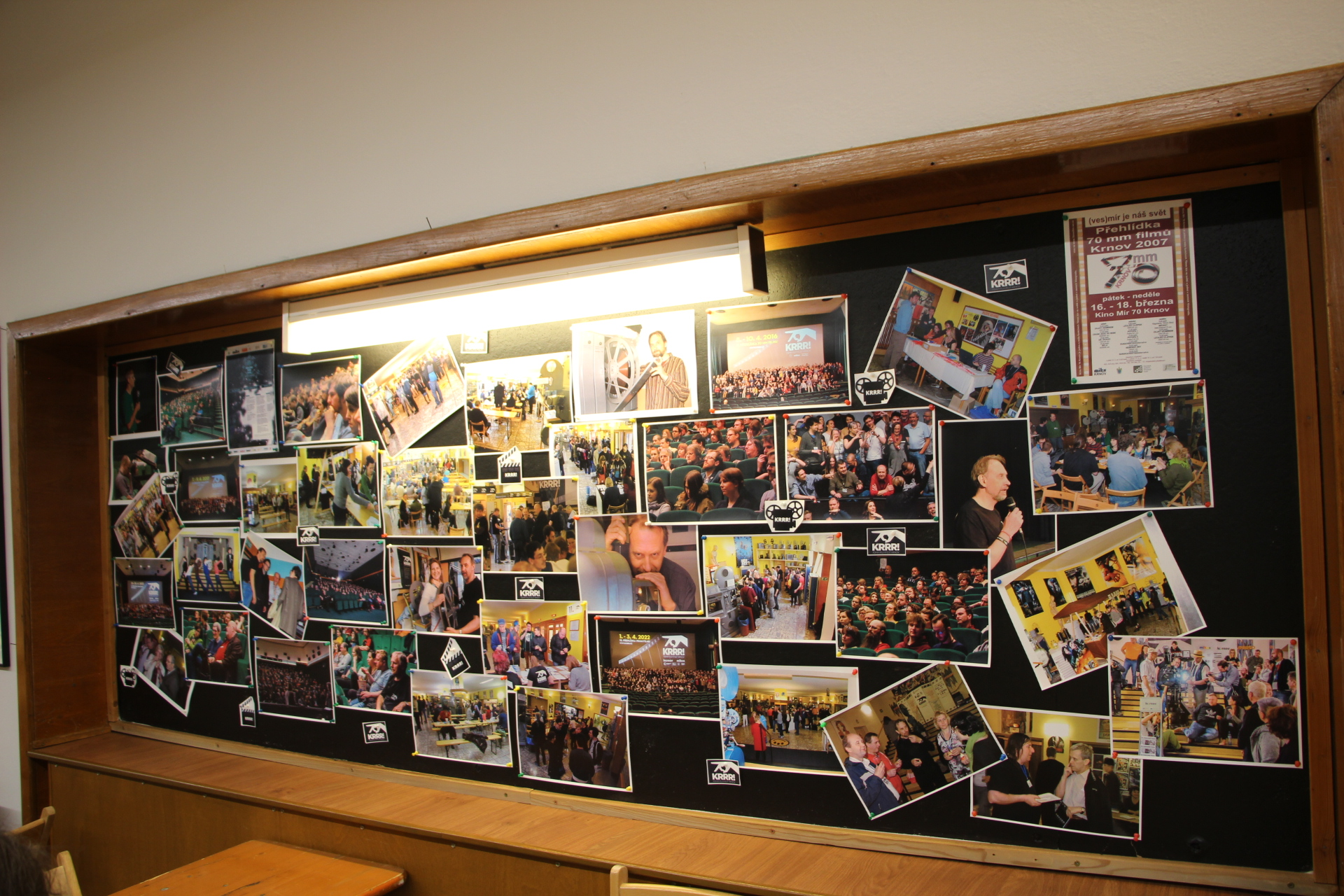
Fotogalerie z minulých let
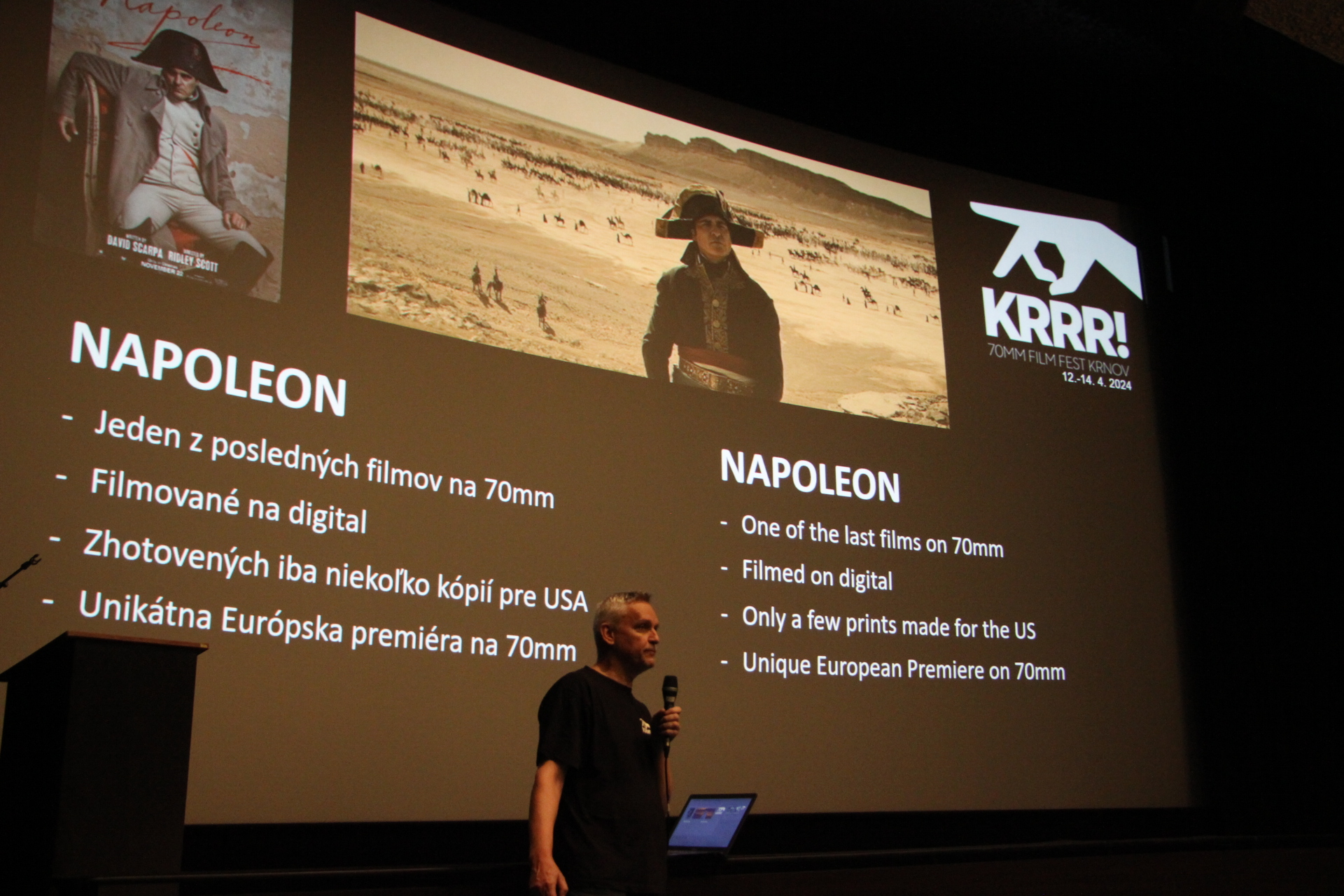
Přednáška promítače Ivana Školudy
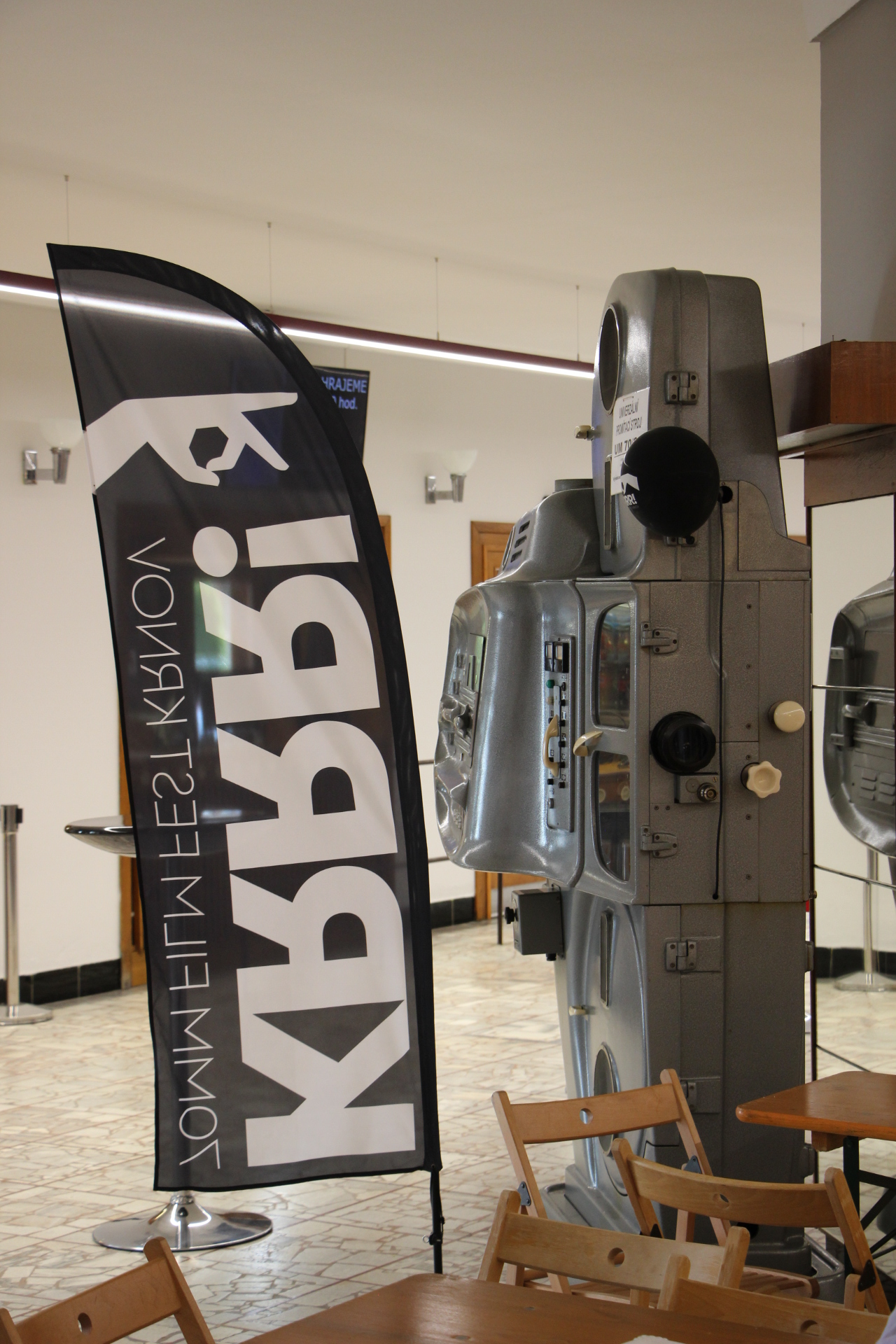
Promítací stroj ve foyer kina
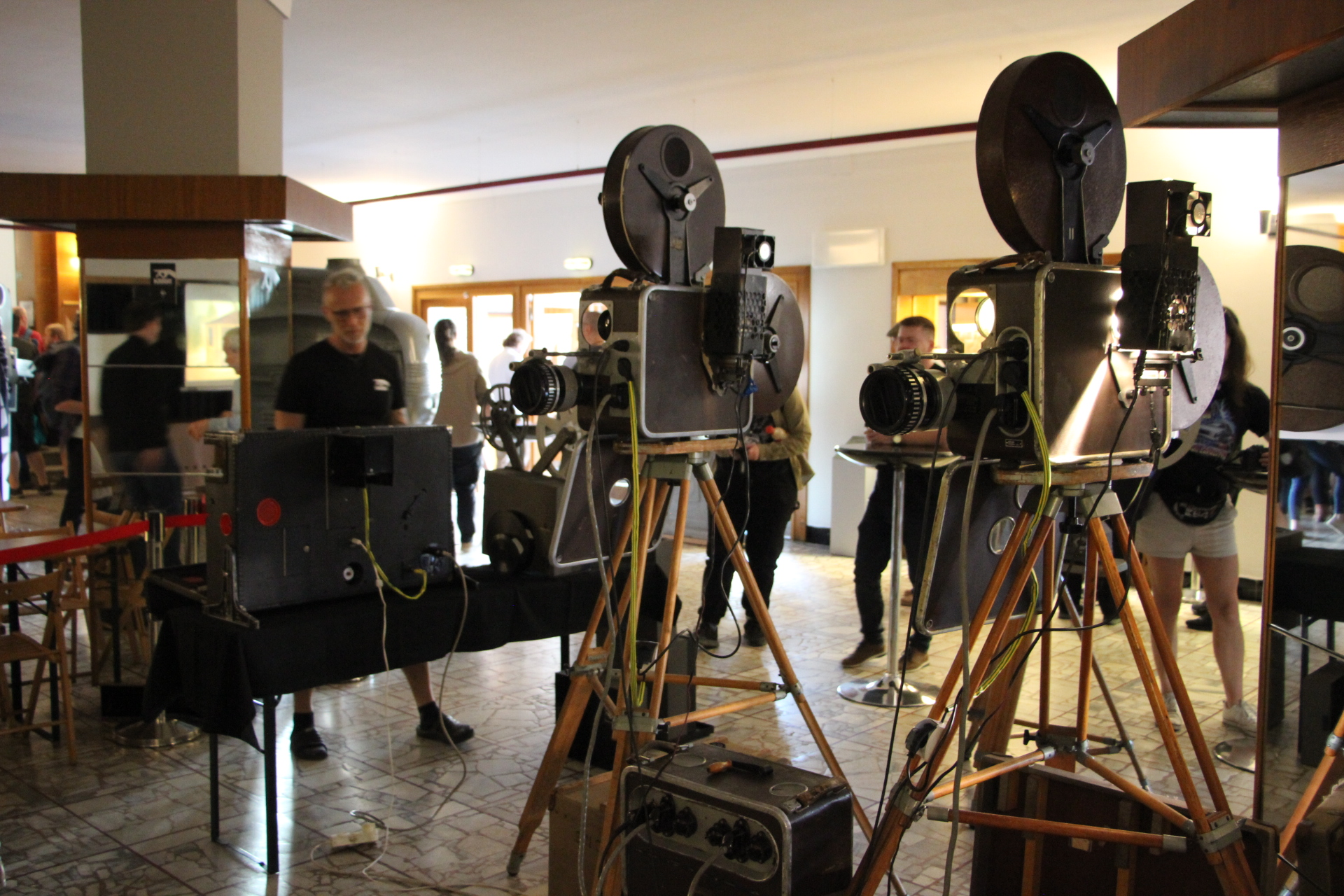
Ukázka projekce
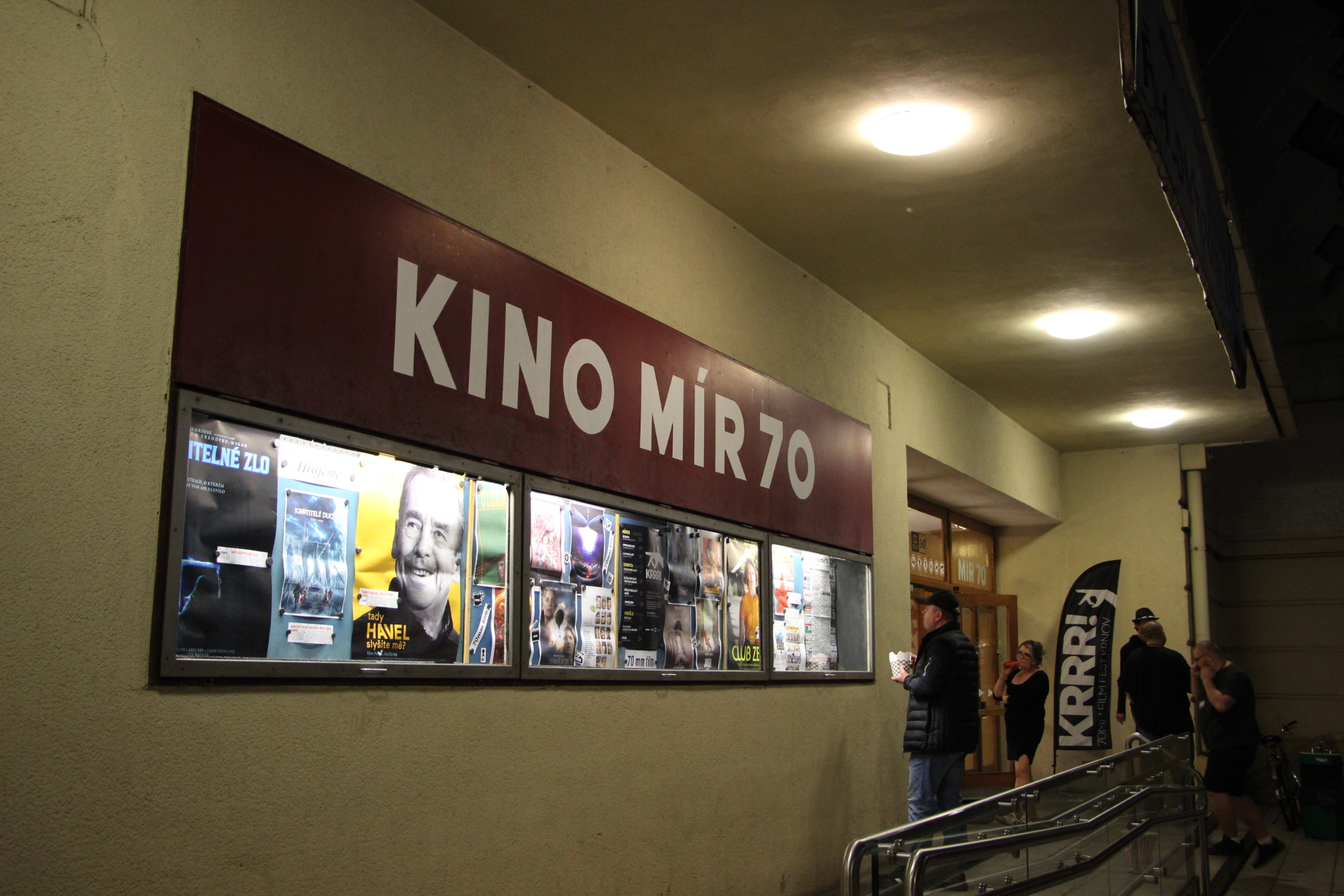
Vitrína před kinem
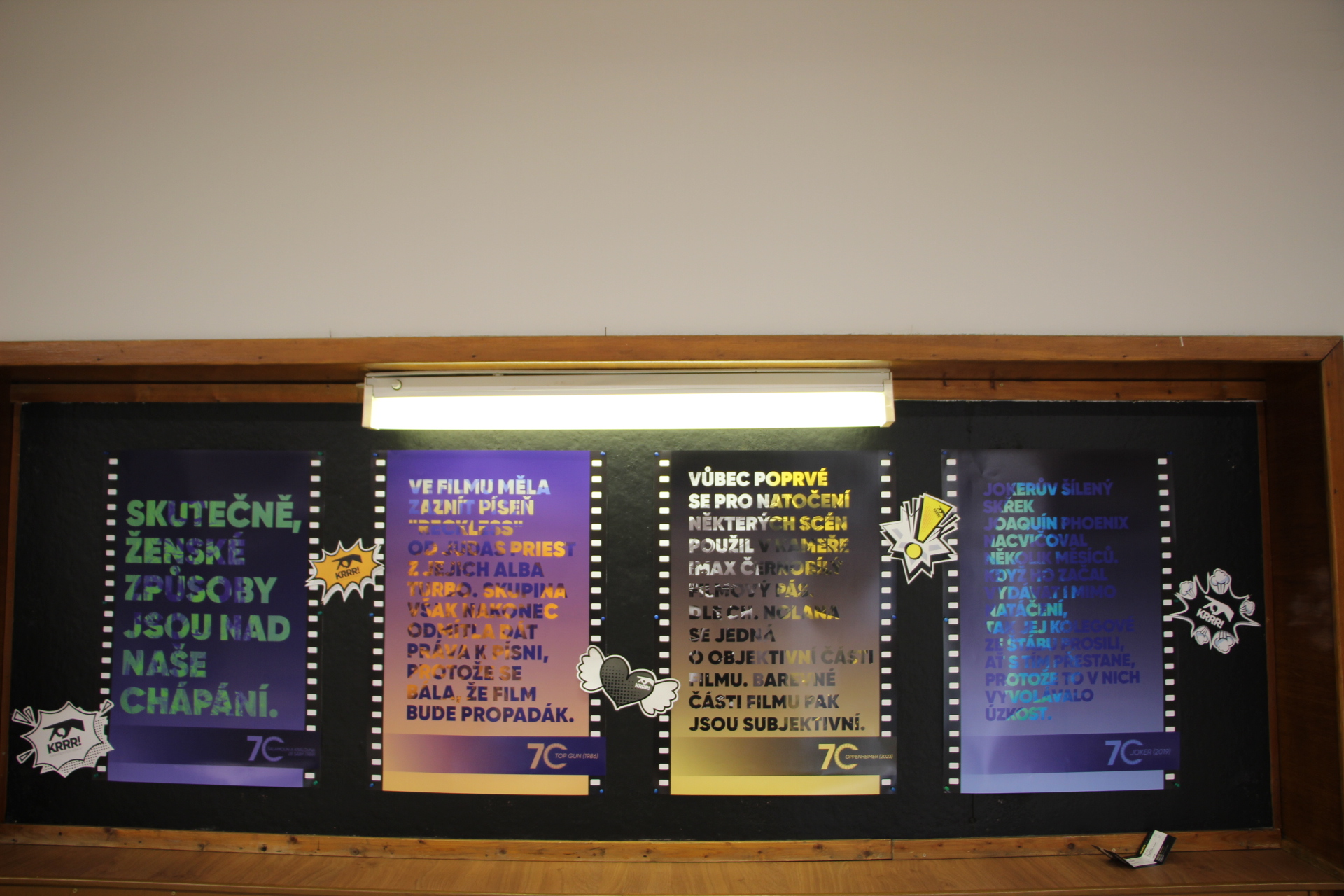
Plakáty k promítaným filmům

## Zajímavosti
- O festivalu i Pavlu Tomeškovi vznikl polohraný film Posedlost v režii Tomáše Kleina.[3]